# Церковь Святого Мартина Исповедника
Церковь Святого Мартина Исповедника, Папы Римского — православный храм в Таганском районе Москвы. Относится к Покровскому благочинию Московской епархии Русской православной церкви.
Главный престол храма освящён в честь Вознесения Господня, приделы — во имя Святого Мартина Исповедника, Папы Римского и в честь Грузинской иконы Божьей Матери.

## История
Точное время строительства храма на этом месте неизвестно — предположительно 1502 год, в память о дате благословения Василия III на великокняжеское правление, что случилось 14 апреля 1502 года — в день памяти Святого Мартина Исповедника, Папы Римского († 655 год). Иван Снегирёв считал, что церковь была построена в 1492 году. Первое архивное упоминание о здании относится к 1625 году.
В 1780 году Москву посетил австрийский император Иосиф II, принимать которого пришлось европейски образованному митрополиту Московскому Платону. Архиерей не только показал царственному гостю город, но и произвёл на него неизгладимое личное впечатление, так что Иосиф на вопрос Екатерины II назвал Платона главной московской достопримечательностью. Император посетил два московских храма, почитаемых, равно католиками и православными — священномученика Климента и Мартина исповедника. Первый храм впечатлил гостя, а второй, к тому времени обветшавший, оставил равнодушным. И митрополит решил построить новое здание церкви. Однако строительство храма было начато только в 1791 году, когда деньги на его строительство дал богатый московский чаеторговец (в будущем городской голова) московский купец 1-й гильдии Василий Яковлевич Жигарев, живший неподалёку. Проект был выполнен архитектором Родионом Казаковым. В 1792 году Платон благословил начало строительства, а в 1806 году освятил главный престол нового храма — во имя Вознесения Господня. Храм имел также приделы во имя Грузинской иконы Божьей Матери и во имя Святого Мартина Исповедника.
Во время московского пожара 1812 года церковь сильно пострадала, но не была очень сильно разграблена, поскольку «священник Феодор Алексеев все ценное скрыл в колокольне».
Согласно преданию, маршал Мюрат, живший во время оккупации Москвы в доме И. Р. Баташева-Д. Д. Шепелева (ныне — Яузская больница № 23 «Медсантруд»), поражённый видом храма, поставил взвод солдат с офицером для охраны от мародёров; и в сохранившемся от разграбления храме было проведено первое благодарственное богослужение после оставления французами Москвы в 1812 году. Император Александр I, судя по размещённым слева и справа от Царских врат императорским коронам и горностаевым мантиям, вырезанных из дерева, даровал эти образа на алтарной преграде Храму. Единственная в мире алтарная преграда Храма в форме триумфальных ворот, посвящённая победе над Наполеоном, в советское время хранилась в Донском монастыре.
В мае 1813 года вновь был освящён Вознесенский престол. Восстановление храма продолжалось до 1821 года.
Весь XIX век храм был летним, и лишь в 1904 году на средства московского купца Сергея Андреевича Александрова, бывшего тогда старостой церкви, здесь было установлено калориферное отопление.
После прихода к власти большевиков храм сперва лишился большей части своей утвари, а в 1931 году был закрыт. Сперва здесь был архив студии документальных фильмов «Востоккино», а затем хранилище фондов Книжной палаты СССР. В 1980-х годах в здании церкви располагался вычислительный центр одного из московских НИИ.
С 1990 года начался процесс передачи церкви верующим, который окончательно завершился в 1996 году; 28 мая 1998 года Патриарх Алексий II совершил великое освящение храма.

## Архитектура

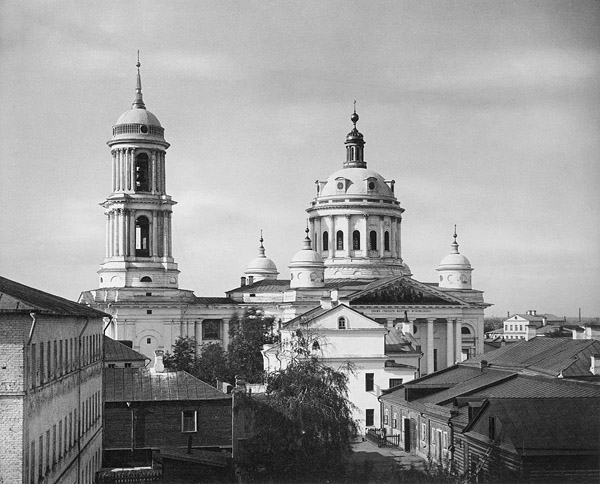
Церковь в городской среде конца XIX века

Здание представляет собой один из шедевров русского зодчества. Знаток московской архитектуры Марина Домшлак писала, что это «безусловно, один из самых лучших и наиболее сохранившихся памятников архитектуры классицизма в Москве»..

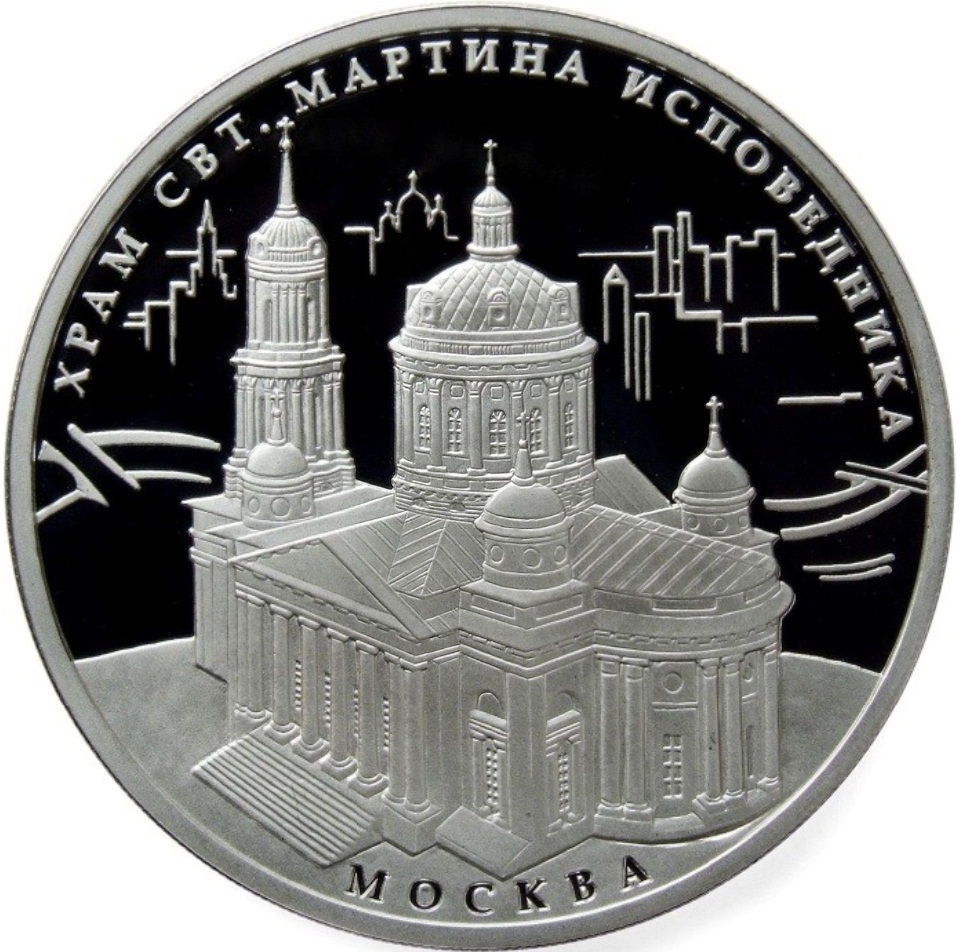
Храм Святого Мартина Исповедника. Москва. Монета Банка России. Серия «Памятники архитектуры России», 3 рубля, серебро, 2012 год

Главное здание в плане представляет собой латинский крест, боковые стороны которого украшены порталами с коринфскими колоннами. Над ним находится главный купол, имеющий форму ротонды диаметром 17 м. По углам здания расположены четыре купола гораздо меньших размеров. С западной стороны к храму пристроена трёхъярусная колокольня, которая до 1820-х годов была отдельным строением. Её высота от земли до креста около 60 м.
Изнутри церковь расписана итальянским художником Антонио Клаудо, работы которого сохранились до нашего времени.

## Прочие сведения
Крестильня храма находится в фундаменте первоначальных церквей намного ниже нынешнего уровня земли.

## Чтимые святыни
- Чудотворный список Грузинской иконы Божией Матери.
- Мощевики с частицами святых мощей (свт. Мартина Исповедника, свт. Тихона, прп. Никодима, Дамиана, Лонгина, Анатолия, Серафима, Григория Киево-Печерских, митрополитов Московских свт. Филиппа, Иннокентия, Филарета, прав. Алексия Мечёва, равноап. Нины, свв. вифлеемских младенцев, прп. Саввы Сторожевского).
- Частица мощей и погребальная срачица (рубашка) блаженной Матроны Московской.

| |  |  |  |
| Слева направо: Вид храма со стороны улицы Станиславского; один из порталов здания; вид с улицы Солженицына; фреска с изображением Мартина Исповедника |  |  |  |